# Den usynlige komité
Den usynlige komité (fransk: Le comité invisible) er en fransk anarko-situationistisk forfatterkollektiv, der er en fortsættelse af gruppen Tiqqun. Komitéen har skrevet tre bøger, L'insurrection qui vient (dansk oversættelse: Den kommende opstand, udgivet af Antipyrine), A nos amis (2014) og Maintenant (2017, dansk oversættelse af uddrag: 'For den verden, der følger', Eftertryk magasin).
Den usynlige komités bøger har spillet en rolle i mobiliseringen i forbindelse med Nuit debout-protesterne i foråret 2016 i Frankrig.